# Cair (Weinkellerei)
CAIR ist eine Weinkellerei auf Rhodos in der Gesellschaftsform einer Aktiengesellschaft (griechisch Ανώνυμη Εταιρεία Anonimi Eteria). Das Unternehmen hat in Griechenland (siehe Weinbau in Griechenland) eine marktbeherrschende Stellung in der Herstellung von Schaumweinen. Mittlerweile werden auch andere Weine produziert, wie der aus Athiri gekelterte Weißwein Rodos 2400. Das größte Konkurrenzunternehmen ist das ebenfalls auf Rhodos beheimatete Weingut Emery S. A.
Das Unternehmen besitzt selbst lediglich 2,5 ha Rebland, kauft aber bei einigen hundert Vertragswinzern die Ernte von fast 1.100 ha. Jährlich werden mehr als 6,5 Millionen Flaschen abgefüllt.

## Geschichte
Der Weinbau auf Rhodos geht bis in die Antike zurück, es finden sich in zahlreichen griechischen und römischen Quellen positive Erwähnungen. Die Weinkellerei CAIR wurde 1928 während der italienischen Besatzungszeit (1912 bis 1943) als Genossenschaft gegründet und produzierte anfangs ausschließlich Schaumweine in traditioneller Flaschengärung. Heute werden die preiswerten Basisprodukte mittels der Charmat-Methode erzeugt.